# Szegő Gizi
Szegő Gizi, születési nevén Schlesinger Gizella (Závada, Nógrád vármegye, 1902. november 20. – Budapest, 1985. augusztus 2.) magyar grafikus, karikaturista.

## Életrajza
Szegő Sándor (1863–1938) és Blau Eszter (1874–1960) gyermekeként született. Az Iparművészeti Főiskola grafikai szakosztályán tanult, majd 1930 és 1932 között Párizsban dolgozott mint alkalmazott grafikus. Aloysius Bertrand Gaspard de la Nuit című könyvéhez készített illusztrációkat. 1932-től 1934-ig Algériában, Oránban tartózkodott, ahol karikatúrarajzolással kezdett el foglalkozni. 1934-ben visszatért Magyarországra, divatlapoknak rajzolt és festett ruhaterveket, majd 1945-től a Ludas Matyi című lap alapítója, illetve belső munkatársa volt. A kezdeti időszakban sok címlapot rajzolt. Ezek általában mozgósító, agitáló jellegű és témájú alkotások voltak, a humor kevésbé volt rájuk jellemző. A témái között szerepelt például a silózás, a betakarítás, szemveszteség a búzatáblákban, az ipari tanulók képzése stb. Főként gyerekek és fiatalok szerepeltek konvencionális rajzain – közkedvelt sorozata „A Legifjabbak Szabad Szagszervezete” –, de voltak politikai karikatúrái is. Külsősként publikálási lehetőséget kapott még: a Nők Lapja, Film Színház Muzsika, Ország-világ, Magyar Ifjúság című lapokban és több megyei újságban is. Finom humorral előadott rajzait, karikatúráit rendszeresen közölte a Pest Megyei Hírlap és a Népszabadság is. A karikaturisták között viszonylag kevés hölgyet találunk, de akárcsak Vasvári Anna, Szegő Gizi is gyakran rajzolt női témákról. Ezek általában különféle alkalmi kiadványokban (Plajbász és Paróka, Tollasbál, BÚÉK) jelentek meg. Nyugdíjasként is foglalkoztatták a Ludas Matyinál.
Szignója: „gis” volt.

## Díjai, elismerései
- Szocialista Kultúráért Érem (1955)
- Ezüstgerely díj (1964)
- Aranytoll (1980)

## Válogatott csoportos kiállításai
- 1950. – I. Magyar Képzőművészeti kiállítás, Műcsarnok, Budapest
- 1951. – III. Magyar Karikatúra Kiállítás, Műcsarnok, Budapest
- 1968. – V. Országos Karikatúra Kiállítás, Műcsarnok, Budapest

## Fontosabb könyvei illusztrációival
- Paprika. Antológia. (London, 1959)
- A békéért (karikatúra)
- Keszthelyi Zoltán: Repülő levélke (Országos Béketanács (Budapest) Leporelló kötés , 12 oldal)

## Publikációi
| - Ludas Matyi (1945–1979) - Képes Hét (1945–1946) - Ludas Matyi Kalendárium (1947–1948) - Pajtás (1948–1949) - Nők Lapja (1950–1952) - Kincses Kalendárium (1954)(1957)(1960)(1963) - Farsangi Mulatságok (1955) - Béke és Szabadság (1956) - Kisalföld (1957)(1961–1963) - Gondűző Naptár (1957–1958) - Film Színház Muzsika (1958) - Ország-Világ (1960–1961) - Füles (1960) - Csúzli (1960) - Vas Népe (1961–1964) - Magyar Ifjúság (1961) - 80 Rajzzal a Föld körül (1961) - Fejér Megyei Hírlap (1962) - Dolgozók Lapja (1962–1964) - Néplap (1962–1964) | - Képes Újság (1962) - Tavasz Tárlat (1962) - Ludas Matyi Magazin (1963–1979) - Őszi Kis Ludas (1966) - Krimi Magazin (1966) - Nyári Kis Ludas (1966) - Tavaszi Kis Magazin (1967–1969) - Plajbász és Paróka (1967–1969) - Sportoló Kis Ludas (1967) - Mindent Tudó kis Ludas (1967) - Zsákbamacska (1968–1971) - BUÉK (1968–1969) - Képes Sport (1969) - Napos Oldal (1971) - Nyári Örömök (1971) - Vidám Nyár (1974) - Humor (1977) - Tornacipő (1977) |